# David d'Angers

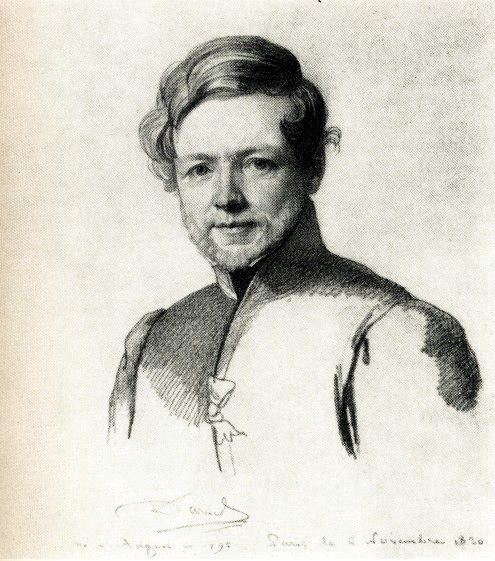
Pierre Jean David d'Angers, teckning av Carl Christian Vogel von Vogelstein (1830).

Pierre Jean David d'Angers, född den 12 mars 1788, död den 5 januari 1856, var en fransk skulptör.

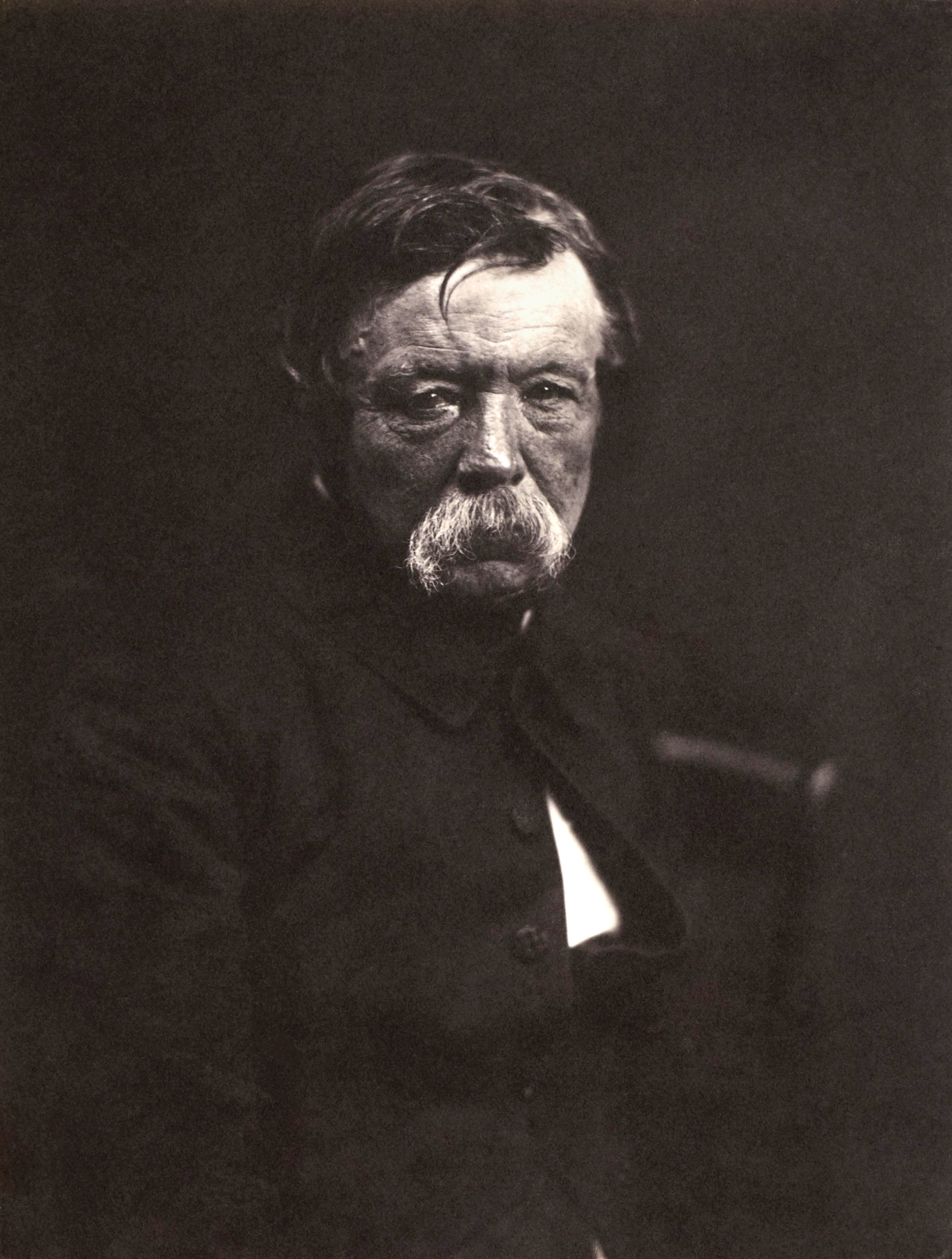
David d'Angers, 1853

David var en synnerligen produktiv konstnär och blev berömd genom sina klassicerande idealgestalter samt många porträttbyster. Hans främsta verk är den stora gavelgruppen på Panthéon, Paris, där han framställde Fosterlandet krönande sina berömda söner. Mest berömda av hans monumentala byster är den av Goethe, originalet till denna finns i Landesbibliotek, Dresden. En stor mängd arbeten av David, dels original, dels avgjutningar, förvaras i ett Davidmuseum i Angers.